# 布里斯班节
布里斯班节（英語：Brisbane Festival）是在澳大利亚布里斯班举行的一年一度的艺术节活动。

## 历史
在1996年，为了促进艺术的发展，昆士兰政府和布里斯班市政府决定开始举行每两年一次的布里斯班节。这个节日来源于1961年第一次举办的布里斯班的Warana节。格連古爾德在1996至2004组织了这个节日；06年和08年的两次活动则由林登·特拉奇尼 (Lyndon Terracini) 擔綱；自2010起，节日的艺术总监改为艾爾頓強。在他们的主持下布里斯班节逐渐发展成为了人们评价最高的的国际艺术节之一。
2009年，布里斯班市政府决定将布里斯班节与布里斯班河上焰火表演活动合并，同时把布里斯班节改成了一年一度的节日。

## 主要活动
- 布里斯班河上的焰火表演[3]
- 歌剧、舞蹈和音乐[1]

## 图片

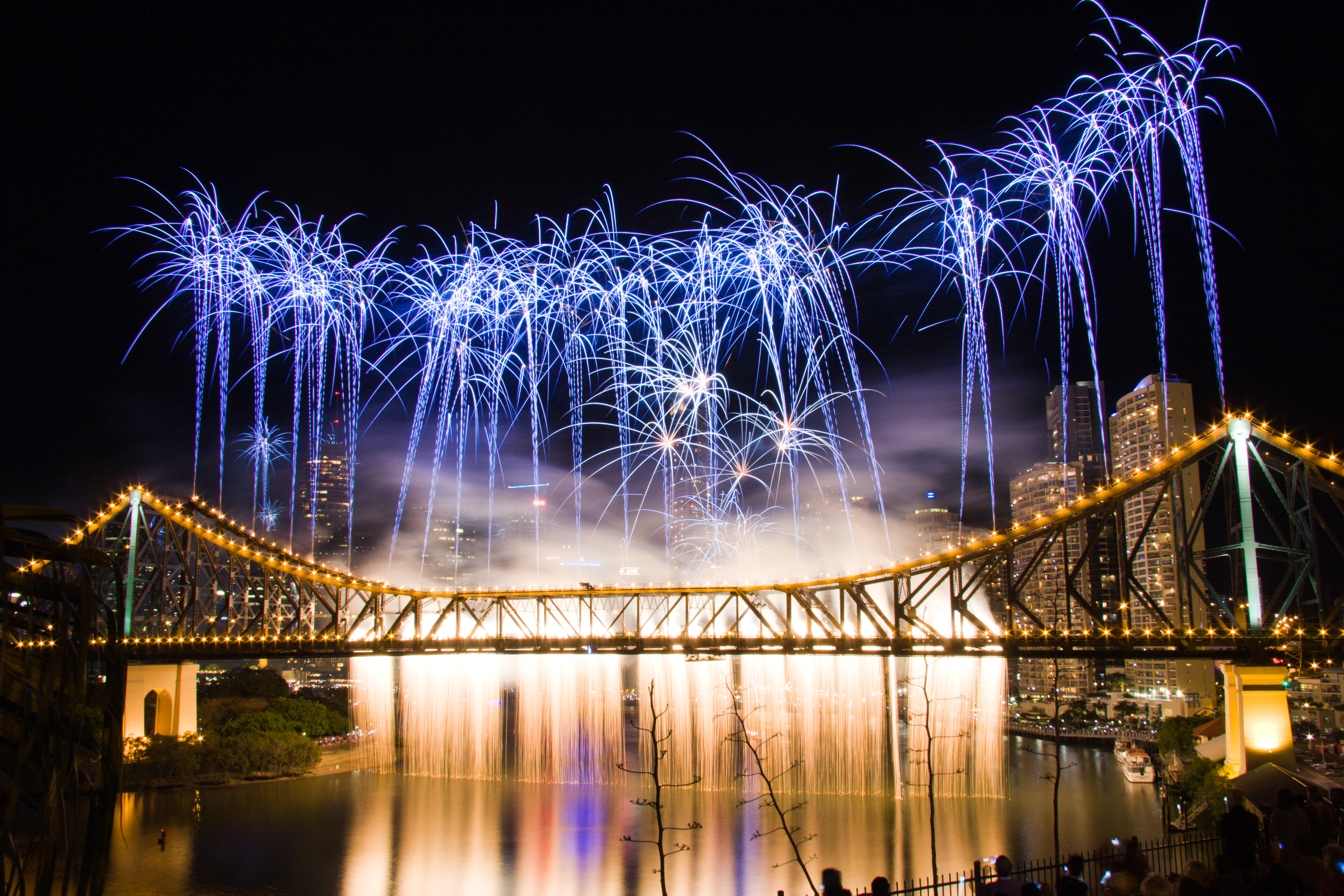
09年的布里斯班节中，焰火表演时故事桥的景象
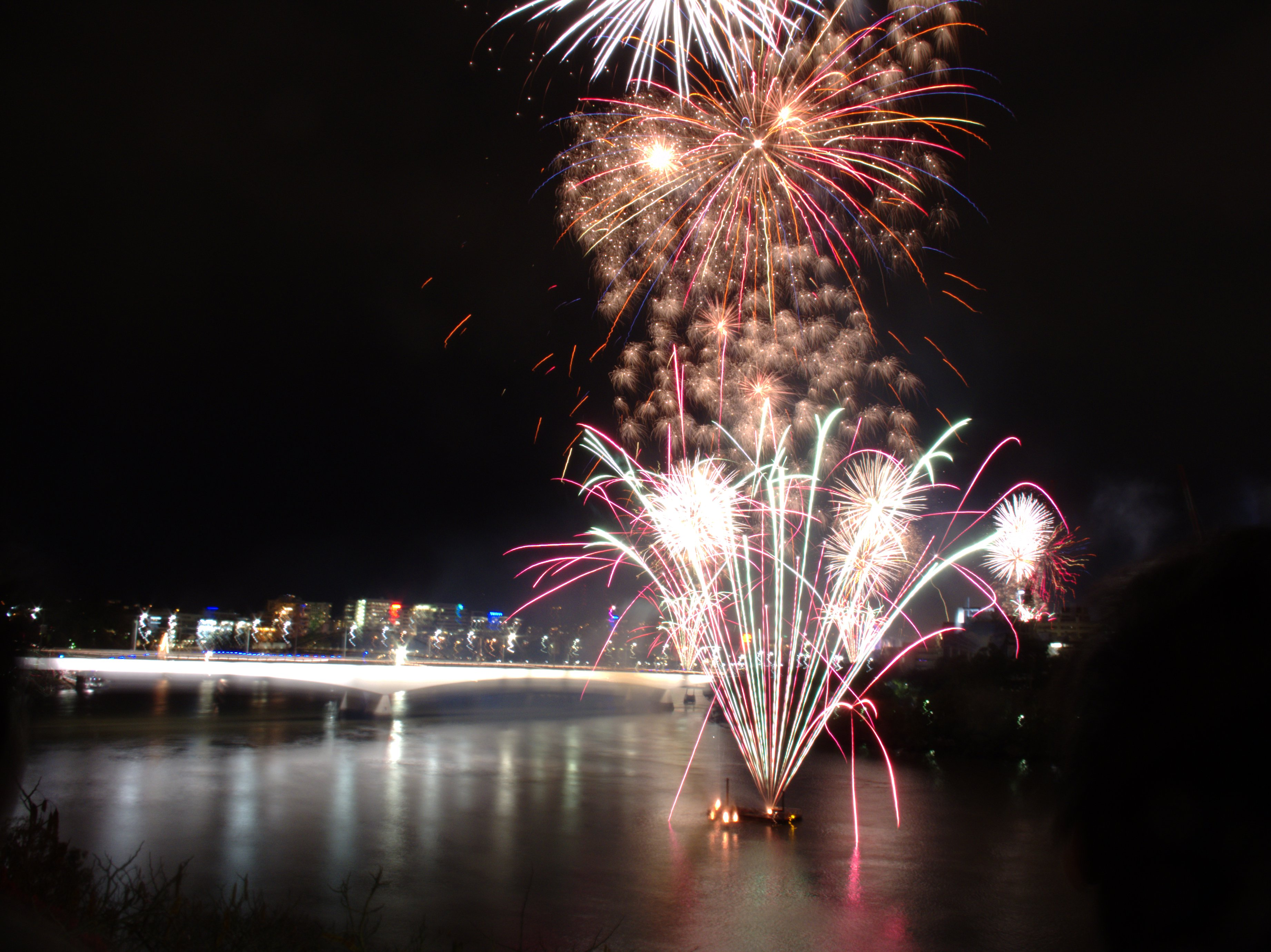
在袋鼠角拍摄的焰火表演
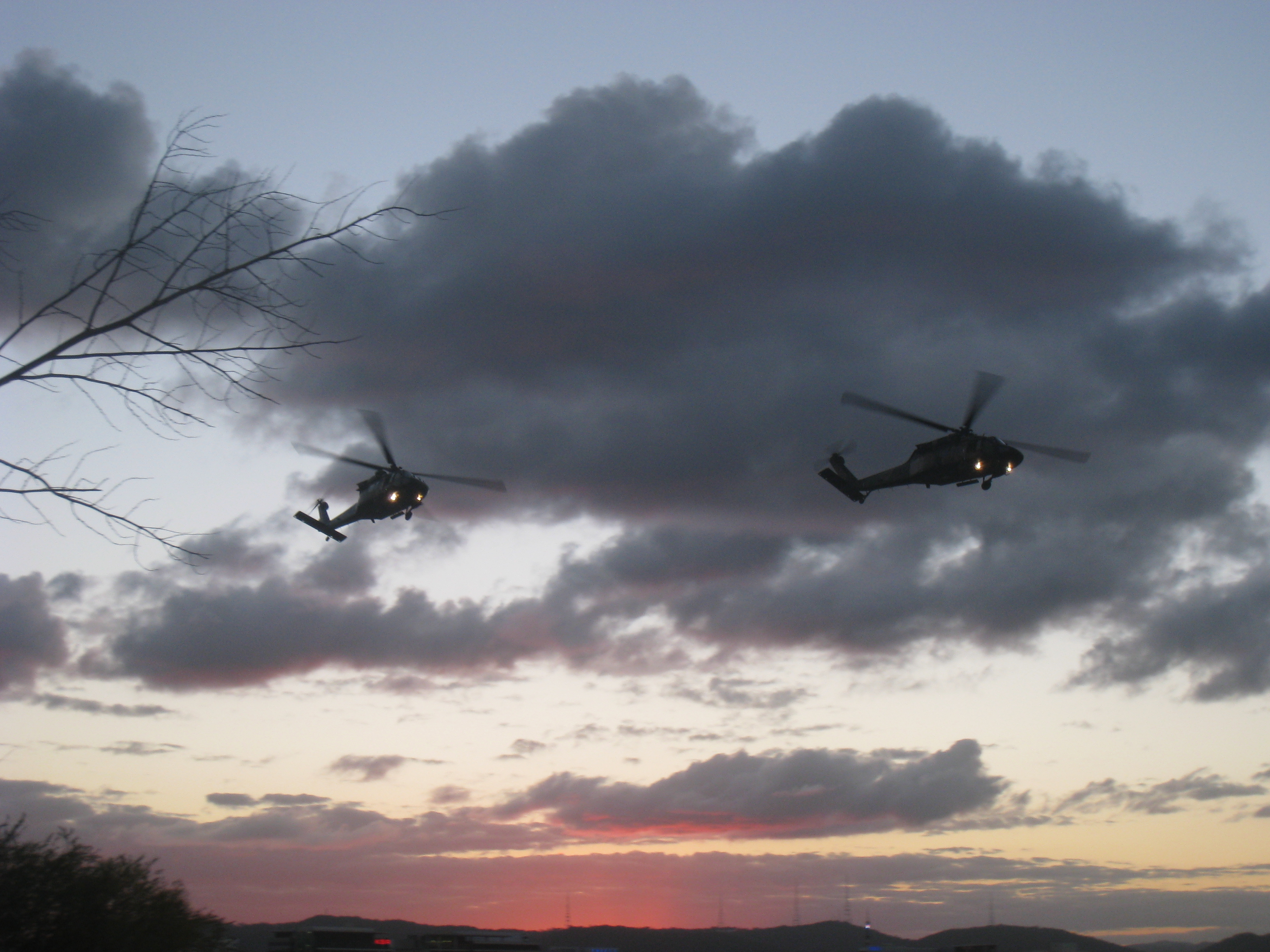
2011年的黑鹰直升机表演